# Maďarský turistický spolek
Maďarský turistický spolek nebo Uherský turistický spolek (maďarsky Magyar Turista Egyesület) byla organizace, která vznikla na konci 19. století a zaměřovala se na rozvoj turistiky v Uhersku. Zanikla po druhé světové válce v roce 1946.

## Krátká historie
Uherský karpatský spolek (UKS), který sdružoval milovníky turistiky a horolezectví, byl založen 10. srpna 1873 v Kežmarku na Spiši, kde žili převážně spišští Němci. Košicko-bohumínská dráha, která byla dokončena o dva roky dříve, umožnila rychlý nárůst turistiky v oblasti Vysokých Tater. Zakladatelé UKS formovali základy klubové činnosti podle vzoru západoevropských, zejména alpských zemí. Usilovali o skloubení sportovní aktivity v horách, poznávání přírody a historie s dobrovolnickou činností při výchově mladých turistů a horolezců, budování turistických stezek a chat. Členy spolku tvořila vzdělaná převážně německy a maďarsky mluvící podtatranská menšina, která nerada viděla ve svých řadách lidi z nižších společenských vrstev a Slováky. Ke konci 19. století začali ve vedení převládat spišští Němci, což se nelíbilo některým akademicky vzdělaným maďarským členům.
Názory a ideové konflikty mezi členy Uherského karpatského spolku způsobily ke konci 19. století v této turistické organizaci rozkol a vedly k založení nového spolku, který vznikl v roce 1891 v Budapešti pod názvem Magyar Turista Egyesület. Vstoupilo do něj 152 bývalých členů UKS. Do nového spolku vstupovali nejen příslušníci maďarské vysoké a střední společenské vrstvy, ale už i milovníci přírody a turistiky z nižších společenských vrstev, kteří neměli přístup do UKS. Počet členů rychle rostl. V roce 1892 měl spolek 2 663 členů a v roce 1895 již 2 889. Nová organizace se brzy stala druhou největší v zemi.
Prvním prezidentem se stal hrabě Eötvös Loránd a výkonným viceprezidentem Edmund Téry. K nové organizaci se přidaly některé skupiny Uherského karpatského spolku, například Košicko-abovsko-turnianská skupina.
V roce 1909 vznikl Budapešťský univerzitní turistický spolek (Budapesti egyetemi turista egyesület - Bete). Obě nové organizace se začaly specializovat na vysokohorskou turistiku a horolezectví ve Vysokých Tatrách. Chtěly spolupracovat s Uherským karpatským spolkem.
Maďarský turistický spolek začal rozvíjet svou činnost v Maďarsku, v pohoří Matra, ve Vysokých Tatrách, ale i v jiných pohořích. Například členové Košicko-abovsko-turnianské skupiny v roce 1896 vybudovali stezky z Košic přes Bankov na Jahodnou a podnikli mnoho dalších akcí. Tatranská skupina spolku se zasadila prostřednictvím Edmunda Téryho o vybudování nové Téryho chaty v Malé Studené dolině, jež byla otevřena 21. srpna 1899. Edmund Téry byl v letech 1907–1910 nejvyšším představitelem spolku. Druhá světová válka práci spolku výrazně utlumila. V roce 1946 byla organizace rozpuštěna.